# Monte Cadrigna
Il Monte Cadrigna è una montagna facente parte delle Prealpi Varesine, situata sul versante orografico destro della Val Veddasca poco a ovest del Passo Forcora.

## Caratteristiche
La montagna è prevalentemente ricoperta da boschi di faggio e betulla ad eccezione della parte sommitale.
Dalla vetta si ha un magnifico panorama sul Lago Maggiore e sulle Alpi piemontesi e svizzere.
Recentemente (dal 2014), poco al di sotto della cima, è stata installata dagli alpini una croce metallica e ogni anno nei primi di settembre viene celebrata una messa commemorativa.
D'inverno, neve permettendo, è possibile sciare grazie ad uno skilift e a una pista di 1Km di lunghezza.

## Salita alla vetta
Si può salire sulla vetta partendo dal passo Forcora oppure dal lago Delio.